# Melese columbiana
Melese columbiana là một loài bướm đêm thuộc phân họ Arctiinae, họ Erebidae.